# Nikolai Iwanowitsch Bucharin

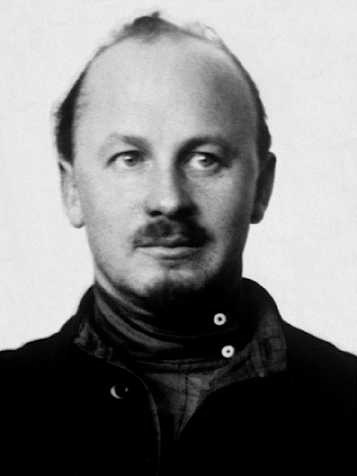
Nikolai Bucharin (vor 1930)

Nikolai Iwanowitsch Bucharin (russisch Николай Иванович Бухарин, wiss. Transliteration Nikolaj Ivanovič Bucharin; * 27. Septemberjul. / 9. Oktober 1888greg. in Moskau; † 15. März 1938 ebenda) war ein russischer und sowjetischer Politiker, marxistischer Wirtschaftstheoretiker und Philosoph. Er nahm an den Revolutionen von 1905 sowie 1917 teil und wurde im Zuge der Stalinschen Säuberungen erschossen.

## Leben

### Kindheit und Jugend
Nikolai Bucharin wurde 1888 als zweiter Sohn von Ljubow Iwanowna Ismailowa (Любовь Ивановна Измайлова) und Iwan Gawrilowitsch Bucharin (Иван Гаврилович Бухарин) in Moskau geboren. Er hatte zwei Brüder. Die Eltern unterrichteten beide an einer Grundschule in Moskau. Sein Vater fand später jedoch eine Anstellung als Steuerprüfer. Den größten Teil seiner Kindheit verbrachte Nikolai in Moskau, vier Jahre auch in Bessarabien.
Schon als 16-jähriger Schüler eines Moskauer Gymnasiums radikalisierte er sich infolge des Russisch-Japanischen Krieges (1904–1905) und der russischen Revolution 1905. 1906 wurde er Mitglied der illegalen Sozialdemokratischen Arbeiterpartei Russlands (SDAPR)/Bolschewiki. Nachdem er 1907 das Gymnasium mit ausgezeichneten Noten abgeschlossen hatte, studierte er an der Universität Moskau Wirtschaftswissenschaft. Gemeinsam mit Grigori Sokolnikow organisierte er die nationale Jugendkonferenz 1907 in Moskau.

### Im Exil
Durch seine politischen Aktivitäten in der kommunistischen Jugendbewegung, aus der später der Komsomol hervorging, und seine Tätigkeit in der Moskauer Parteileitung ab 1909 wurde die Geheimpolizei (Ochrana) des Zarenregimes auf ihn aufmerksam. In dieser Zeit lernte er auch seine spätere Lebensgefährtin Nadjeschda Michailowna Lukina kennen. Nach einem kurzen Gefängnisaufenthalt 1911 wurde er nach Onega im Gebiet Archangelsk deportiert.
Er floh jedoch zunächst nach Deutschland und über Österreich, die Schweiz, Schweden, Norwegen und Dänemark in die USA. Im Westen setzte er sein begonnenes Wirtschaftswissenschaftsstudium fort, begann Philosophie und Soziologie zu studieren und setzte sich mit den philosophischen Schriften des Empiriokritizisten Alexander Malinowski (bekannt als Alexander Bogdanow) auseinander. 1922 sollte dazu seine Arbeit Theorie des historischen Materialismus entstehen, in der er Bogdanows Empiriokritizismus von einem deterministisch-materialistischen Standpunkt aus kritisiert.
1913 lernte er in Wien auch Josef Stalin kennen, dem er als Dolmetscher half. Gemeinsam mit Nikolai Krylenko und Elena Rosmirowitsch gab er bald nach dem Ausbruch des Ersten Weltkrieges eine russische Zeitung namens Swesda (Stern) heraus und später, in den USA, gemeinsam mit Leo Trotzki und Alexandra Kollontai die Zeitung Nowy Mir (Neue Welt).
In Wien beschäftigte er sich mit einer systematischen Kritik an der Wiener Schule der Nationalökonomie und der von dieser vertretenen Grenznutzentheorie. Daraus resultierte sein Buch Die politische Ökonomie des Rentners (1914). Außerdem entwickelte er 1914/15 seine Imperialismustheorie und verfasste das Manuskript zu seinem wohl bedeutendsten Buch Imperialismus und Weltwirtschaft, das aber erst 1917, nach der Oktoberrevolution, mit einem Vorwort von Lenin veröffentlicht wurde.

### Oktoberrevolution und danach
Bei einem Aufenthalt in Schweden wurde Bucharin verhaftet, seine Manuskripte wurden konfisziert. Nach der Februarrevolution durfte er im März 1917 nach Moskau zurückkehren.
Als bereits anerkannter marxistischer Theoretiker wurde er bald in das Zentralkomitee der Bolschewiki gewählt. Von 1917 bis 1929 war er Herausgeber der Parteizeitung Prawda (Wahrheit). Nach der Oktoberrevolution und 1918, zur Zeit der Unterzeichnung des Friedensvertrags von Brest-Litowsk, führte er die linksradikale Opposition, die den Friedensvertrag mit Deutschland ablehnte, innerhalb der Bolschewiki an.
Er war 1920/21 erstmals Mitglied des Politbüros, des mächtigsten Gremiums der Kommunistischen Partei Russlands.
Als sich abzeichnete, dass die russische Revolution isoliert bleiben würde, änderte er seine Meinung. Er wurde ein wichtiger Vertreter der „Neuen Ökonomischen Politik“, in der er die Möglichkeit des Aufbaus einer staatssozialistischen Wirtschaft verwirklicht sah.
Nach dem Tode Lenins wurde er 1924 erneut Mitglied des Politbüros. In der Partei und im Politbüro war ein theoretischer Kampf um die Zukunft der Partei, der neu gegründeten UdSSR und der „Neuen Ökonomischen Politik“ entbrannt. Er unterstützte Stalin und war sein wichtigster Vordenker und Vertreter der Theorie zum Aufbau des „Sozialismus in einem Land“. Ab 1926 wurde er zum Vorsitzenden der Kommunistischen Internationale (Komintern) berufen. 1926 wurden mit seiner Unterstützung die „Linken“ Kamenew, Sinowjew und Trotzki aus dem Politbüro entfernt.

### Opposition gegen Stalin, Tod
Ab 1928 opponierte Bucharin gegen Stalins Maßnahmen zur Zwangskollektivierung der Landwirtschaft, woraufhin er am 17. November 1929 aus dem Politbüro und dann als Vorsitzender der Komintern entfernt wurde. Ab 1929 führte Bucharin gemeinsam mit dem US-Amerikaner Jay Lovestone die Internationale Vereinigung der Kommunistischen Opposition (IVKO) an, auch bekannt unter dem Namen Rechte Opposition. Er durfte aber, anders als viele Trotzkisten, in der Partei bleiben und wurde Direktor des Instituts für industrieökonomische Forschungen. 1934 widerrief er seine ideologische Position und wurde von Stalin rehabilitiert. Er war bis zum Januar 1937 Herausgeber der sowjetischen Tageszeitung Iswestija (Nachrichten). Außerdem arbeitete er 1936 am Entwurf der sowjetischen Verfassung mit.
Im März 1937 wurde er unter dem Vorwurf der Spionage, des Kontaktes zur österreichischen und schwedischen Polizei und der Beteiligung an einem Komplott gegen Stalin verhaftet. Noch aus dem Gefängnis schrieb er an Stalin: „Es existiert irgendeine große und kühne politische Idee einer generellen Säuberung a) im Zusammenhang mit einer Vorkriegszeit, b) im Zusammenhang mit dem Übergang zur Demokratie.“ Im dritten Moskauer Schauprozess gegen den „Block der Rechten und Trotzkisten“ wurde er am 13. März 1938 zum Tode verurteilt und erschossen. Hingerichtet wurde er gemeinsam mit dem früheren Geheimdienstchef Genrich Jagoda und anderen ehemaligen Spitzenfunktionären. NKWD-Chef Nikolai Jeschow persönlich beaufsichtigte die Exekution. Er ließ Bucharin zusehen, wie die anderen Verurteilten vor ihm erschossen wurden.

## Wirken

### Die politische Ökonomie des Rentners
Von 1912 und 1914 wollte Bucharin in Wien eine „systematische Kritik der theoretischen Ökonomie der neuesten Bourgeoisie“ erarbeiten. Dazu studierte er die Literatur der Theoretiker der Österreichischen Schule der Nationalökonomie, hier vor allem Eugen Böhm von Bawerk, der gerade in Wien lehrte. Er besuchte einige Vorlesungen zum Thema der Grenznutzentheorie. Das Ergebnis dieser systematischen Kritik – die Manuskripte zu seinem Buch Die politische Ökonomie des Rentners – wurde von den österreichischen Ordnungshütern bei Ausbruch des Ersten Weltkrieges konfisziert. Bucharin musste fliehen.
In Lausanne setzte er seine Arbeit fort und brachte schließlich doch sein Buch heraus. Die politische Ökonomie des Rentners galt als Handbuch des Marktmechanismus. Sein Anliegen: Die systematische Kritik der Grenznutzentheorie. Er schildert und kritisiert darin auch die „sozial überflüssige“ Lebensweise der „Rentnerbourgeoisie“.

### In der Sowjetunion
Nikolai Bucharin war laut Lenin nicht nur der „Liebling der ganzen Partei“, sondern auch ein „überaus wertvoller und bedeutender Theoretiker“.
Diesen Ruf verdankte er vor allem seinen Werken zur Ökonomie vor der Oktoberrevolution 1917: Die politische Ökonomie des Rentners. Die Wert- und Profittheorie der österreichischen Schule (1913/14) und Imperialismus und Weltwirtschaft (1914/15).
In dieser Zeit veröffentlichte er seine bedeutendsten Werke, die ein Zeugnis von seinem politischen Umschwung vom extremen voluntaristischen, linksradikalen Flügel zum extremen anti-voluntaristischen, rechten Flügel der Partei, ablegen. Die aktuelle politische Lage im Russland des Bürgerkriegs, aber vor allem Bucharins Methode eines mechanistischen Marxismus dienten als Angelpunkt für seine Wandlung.
Auch nach der russischen Revolution und der Bürokratisierung der Partei war Bucharin ein bedeutender Theoretiker, nunmehr im Dienste Stalins. In seiner Studie „Ökonomie der Transformationsperiode“ empfahl Bucharin aber schon 1920 „außerwirtschaftliche Zwangsmaßnahmen“ wie Erschießen „als Methode um aus dem Menschenmaterial der kapitalistischen Epoche die kommunistische Menschheit herauszuarbeiten“.
Bedeutende Schriften aus dieser Zeit sind:
- Zur Neuen Ökonomischen Politik: Die Ökonomik der Transformationsperiode (1920) und The Present Period and the Basis of Our Policies (1925), in dem er die Möglichkeit des Sozialismus in einem Land als Theorie für Stalin vorbereitet.
- Die Artikelserie Nieder mit der Fraktionsmacherei (1924, 1925), in der er die Zerschlagung der Demokratie und die Bürokratisierung der Partei unterstützte.
- Theorie des historischen Materialismus als gemeinverständliches Lehrbuch der Marxistischen Soziologie (1922).

### Nachwirkungen
Rückblicke auf die Schriften von und über Bucharin haben eine Rolle in der Neuschreibung der Geschichte der UdSSR gespielt. Seine Werke von 1924 bis 1929 zur Entwicklung des Marktes sollten eine Alternative darstellen zum Stalinismus und zum Trotzkismus. Ab Mitte der 1980er Jahre, als die Kommunistische Partei der Sowjetunion unter Michail Gorbatschow die Umstrukturierung der Wirtschaft (Perestroika) einleitete, wurden seine Arbeiten neu publiziert, um als theoretisches Fundament für die Öffnung des bis dahin staatskapitalistischen Marktes zu dienen.

## Zum Werk: Imperialismus und Weltwirtschaft
Nach dem Streit in der Zweiten Internationalen in der Frage der Unterstützung des Ersten Weltkrieges, war Bucharins Werk Imperialismus und Weltwirtschaft ein wichtiger Beitrag zur marxistischen Theorie.
Die Theoretiker der Zweiten Internationalen wie Rudolf Hilferding und Karl Kautsky, argumentierten, dass der ausgebrochene Weltkrieg nur eine Abweichung der normalen Entwicklung des Kapitalismus sei. Der Sozialismus könne nur in friedlichen Zeiten erreicht werden, bis dahin müssten die Arbeiter zum Schutz ihres eigenen Vaterlandes antreten. Imperialismus war für sie keine ökonomische Phase, sondern eine kurze Phase der kapitalistischen Politik, die gegen den ökonomischen Trend verlaufe. Diese Politik werde jedoch aufgrund der normalen und friedlichen Entwicklung des Kapitalismus bald durch die kapitalistische Entwicklung zum „Ultraimperialismus“ ersetzt werden, in dem große Kriege zwischen den Nationalstaaten aufgrund der Internationalisierung der Vergangenheit angehören würden.
Kautsky argumentierte:
„Für die Fortsetzung des Rüstungswettlaufs nach dem Weltkrieg gibt es keine ökonomische Notwendigkeit, auch nicht vom Standpunkt der kapitalistischen Klasse selbst, mit Ausnahme von gewissen Rüstungsinteressen. Im Gegenteil, die kapitalistische Wirtschaft wird genau durch diese Auseinandersetzungen ernsthaft bedroht. Jeder weitsichtige Kapitalist muss heute seinen Kameraden zurufen: Kapitalisten aller Länder, vereinigt Euch!“
Bucharin begegnete dieser Argumentation und behauptete,
dass Imperialismus eine in der Natur des Kapitalismus liegende Fortführung des kapitalistischen Konkurrenzkampfes auf Weltmaßstab ist. Die Weltwirtschaft kann nach Bucharin „als ein System von Produktionsverhältnissen und entsprechenden Austauschverhältnissen im internationalen Ausmaß definiert werden.“
Bucharin machte in dieser zwei Prozesse aus: Die Internationalisierung und die Nationalisierung des Kapitals:
Ein Weltmarkt mit Weltpreisen, mit Weltangebot und Weltnachfrage sei entstanden. Die gesellschaftliche Arbeitsteilung finde zunehmend nicht mehr nur innerhalb eines Nationalstaates statt, sondern immer mehr auf internationaler Ebene. Künftig bilde sich immer mehr eine Differenz zwischen fortschrittlichen Industriestaaten und rückschrittlichen Agrarstaaten heraus. Die kapitalistischen Widersprüche, die innerhalb der Nationalstaaten existierten, verschwänden nicht einfach, sie würden auf einer größeren, internationalen Ebene reproduziert. Dieses habe zur Folge, dass kapitalistische Krisen von nun an auf Weltebene entstünden.
Doch gleichzeitig zur Internationalisierung laufe ein weiterer Prozess der Nationalisierung ab. Die Tendenz der Konzentration und Zentralisation des Kapitals und die Organisierung des Kapitals durch die Verschmelzung von Industriekapital und Bankkapital zu einem Finanzkapital „erzeugen eine außerordentlich starke Tendenz zur Umwandlung der gesamten nationalen Wirtschaft in eine gewaltige kombinierte Unternehmung unter der Leitung der Finanzmagnaten und des kapitalistischen Staates.“
Für Bucharin nahmen die nationalen Wirtschaftseinheiten nun die Form von „staatskapitalistischen Trusts“ an, womit er die 1916 von Lenin formulierte Theorie des Staatsmonopolistischen Kapitalismus vorwegnahm. Die Ziele der kapitalistischen Ökonomie und des kapitalistischen Staates seien nicht mehr nur miteinander in Verbindung, wie in der Vergangenheit, sie seien organisatorisch regelrecht verflochten. Diese Verflechtung beinhalte nun eine neue Methode der Auseinandersetzung im Konkurrenzkampf – den bewaffneten Kampf zwischen Nationalstaaten, den imperialistischen Krieg. Die kapitalistische Konkurrenz zwischen den einzelnen Kapitaleinheiten sorge dafür, dass es die von Kautsky postulierte Möglichkeit auf eine friedliche kapitalistische Entwicklung nicht mehr gebe.
Bucharin stellte den Gegensatz zwischen fortschrittlichen Industriestaaten (staatskapitalistischer Trust) und unterentwickelten Agrarstaaten in den Vordergrund:
„Die Verschiedenheit zwischen „Stadt“ und „Land“ und die „Bewegung dieses Gegensatzes“, die früher innerhalb der Grenzen eines Landes erfolgte, wird jetzt auf einer gewaltig erweiterten Stufenleiter reproduziert. Von diesem Standpunkt erscheinen bereits ganze Länder – und zwar die Industrieländer – als „Stadt“, während die agrarischen Gebiete das „Land“ darstellen.“
Diese Theorie nahm spätere Theorien von der Entstehung einer Dritten Welt vorweg, vernachlässigte aber die Ungleichheiten innerhalb einzelner Länder.

### Imperialistischer Staat und Staatskapitalismus
Weiterhin glaubte Bucharin, dass die staatskapitalistischen Trusts nur mehr von außerhalb gestört werden können.
Es existieren keine widersprüchlichen Entwicklungen in ihrem Inneren mehr: „Der Prozess der Organisation lässt die Anarchie zwischen den einzelnen Bestandteilen der nationalökonomischen Mechanismen allmählich verschwinden.“ Kapitalismus wurde hier nicht mehr als widersprüchliches System sozialer Beziehungen, sondern als System der Organisation verstanden.
Er dachte an das letzte Stadium des Kapitalismus und porträtierte ihn als uniforme Struktur:
„Ein System eines kollektiven Kapitalismus ist geschaffen … Der eigenständige kapitalistische Staat verschwindet: er wird zu einem Verbandskapitalisten, einem Mitglied einer Organisation: Er muss nicht länger konkurrieren, sondern mit seinen Landsmännern kooperieren; … innerstaatlicher Wettbewerb stirbt aus.“
Diese These lief konträr zu der Anschauung der „Zweiten Internationale“ um Kautsky.
Der Staat – so Bucharin – habe nicht einfach übernommen werden können, weil er mit der Ökonomie untrennbar verflochten sei, sondern er müsse zerschlagen werden.
Seine Theorie sollte eine neue Anschauung liefern über die Möglichkeiten, welche Formen der Kapitalismus annehmen kann. Kapitalismus war nicht nur bestimmt durch Privateigentum, es war möglich, dass Kapitalismus solche staatskapitalistischen Formen annehmen konnte, ohne seine ausbeuterische Eigenschaft zu verlieren. Ironischerweise gab er damit auch eine Analyse der ökonomischen Verhältnisse für Stalins Russland wieder, die der Realität mehr entsprach als seine Analyse über die „sozialistische“ stalinistische UdSSR. Bucharin war somit ein Vordenker einer Theorie zum Staatskapitalismus.

### Die nationale Frage
Bucharin entwickelte die Theorie, dass kleine Staaten von großen Staatseinheiten verschlungen werden. Deshalb konnte die Bekämpfung der Unterdrückung von Nationen nur mehr in einem Kampf gegen den Imperialismus stattfinden. Eine Abweichung, wie der Kampf um nationale Befreiung, war für Bucharin zwecklos. Es lenke die Arbeiterklasse vom wirklichen Kampf gegen den Imperialismus ab und dürfe daher nicht unterstützt, sondern müsse sogar verhindert werden. Stalin nutzte diese Theorie als Rechtfertigung, um die russischen Teilrepubliken an Russland zu binden.
Lenin sah – im Gegensatz zu Bucharin – in den einzelnen nationalen Befreiungsbewegungen eine Möglichkeit für die Arbeiterklasse, selbst aktiv zu werden und sich auch nach der nationalen Befreiung mit dem Erreichten nicht zufriedenzugeben und weiter zu kämpfen.

## Bucharins „linksradikaler“ Internationalismus
Arbeiter und Soldaten hatten im Februar 1917 die Romanow-Dynastie gestürzt und die bürgerliche Demokratie mit ihrer eigenen Demokratie – den Räten (Sowjets) – herausgefordert. Als Bucharin diese Neuigkeiten hörte, reiste er sofort nach Russland zurück. Nach seiner Ankunft im April wurde er – mittlerweile bekannt für seine theoretischen Schriften – umgehend in die lokale Moskauer Führung der Bolschewiki gewählt. Anders als andere führende Mitglieder der Bolschewiki, wie Stalin oder Kamenew, unterstützte Bucharin Lenins Aprilthesen, welche zu „Alle Macht den Räten“ aufriefen.
Nach der Oktoberrevolution wurde Bucharin in die Verfassunggebende Versammlung gewählt. Seine Rede auf dieser Versammlung 1918 zeigt, wie begeistert er war:
„Genossen, wir müssen uns jetzt an unsere Verantwortung erinnern. Wir dürfen nicht vergessen, dass sich die aktuelle Geschichte der Menschheit in einem Moment des Durchbruchs befindet, der noch nie da war – nicht in der Zeit des Dreißigjährigen Krieges, nicht in den Tagen der großen französischen Revolution, nicht in einem der bürgerlichen Befreiungskriege wurde ein so großer Schritt vorwärts gemacht wie heute. Genossen, wir schaffen jetzt gerade die Basis des menschlichen Lebens für ein Jahrtausend.“
Bucharin war, wie die meisten Bolschewiki zu dieser Zeit, überzeugt, dass die Revolution in Russland nur erfolgreich sein kann, wenn sie sich auf weltweiter Ebene ausbreitet. So meint er in Das ABC des Kommunismus, welches er 1920 gemeinsam mit Jewgeni Preobraschenski geschrieben hat:
„Die kommunistische Revolution kann nur als Weltrevolution siegen. Wenn z. B. die Arbeiterklasse in irgendeinem Land sich der Macht bemächtigte, in anderen Ländern aber das Proletariat, nicht aus Furcht, sondern aus Überzeugung dem Kapital ergeben bliebe, würden schließlich die großen räuberischen Staaten dieses Land erwürgen.“
Doch die Revolution in anderen Ländern, wie zum Beispiel Deutschland oder auch Österreich-Ungarn, wurde niedergeschlagen, und Russland blieb isoliert. Der Sozialismus als nächster Schritt nach dem Kapitalismus benötigt jedoch eine weltweite Kooperation und eine weltweite Arbeitsteilung. Stattdessen war die russische Arbeiterklasse nur ein winziger Teil des weltweiten Proletariats in einem noch immer agrar-industriellen Land.
In so einer Situation mussten taktische Entscheidungen getroffen werden, welche sich im Spannungsfeld zweier Pole bewegen: zum einen, was gerade nötig ist, und zum anderen, was gerade möglich ist. Eine Möglichkeit, in diesem Feld zu agieren, war, das Nötige zum Prinzip zu erheben und das Mögliche zu ignorieren. Lenin bezeichnete solch eine Politik als linksradikal.
Bucharins Ökonomismus leitete ihn zu dieser Politik. Die „eiserne Logik“ der Theorie des Imperialismus diktierte, was zu tun sei, ungeachtet dessen, was zu dieser Zeit möglich war.
Diese Politik wirkte sich vor allem auf die Friedensverhandlungen zwischen Deutschland und Russland aus und im späteren Kriegskommunismus:

### Der Friedensvertrag von Brest-Litowsk
Während Lenin und Trotzki zu dieser Zeit die Einflüsse auf und Lösungsansätze für die russische Revolution innerhalb und außerhalb Russlands begriffen und suchten, bestand für Bucharin die (einzige) Hauptaufgabe der Bolschewiki darin, die Revolution auf die ganze Welt auszuweiten. Hier half ihm seine ökonomische Schrift über den Imperialismus weiter. Er erklärte 1918 in seinen Thesen des Petersburger Komitees der KPdSU(B), dass Europa zum Schauplatz der internationalen Klassenkämpfe werden müsse. Hier sollte der Kampf um die Revolution zwischen dem Weltproletariat und der Weltbourgeoise stattfinden.
Der ausgehandelte Friedensvertrag von Brest-Litowsk des „ersten Arbeiterstaates“ in Russland mit dem kapitalistischen Deutschland war für ihn ein Verrat an der Weltrevolution. Die Mehrheit der Bolschewiki war nicht dieser Meinung. Nach der Unterzeichnung des Friedensvertrags im Februar 1918 traten Bucharin, drei andere Mitglieder des Zentralkomitees (ZK) der Partei und drei ZK-Kandidaten zurück mit der Begründung, dass die Entscheidung der Unterzeichnung „unter dem Druck kleinbürgerlicher Elemente und ihrer Anliegen“ zustande gekommen sei und, dass dies der „Ruin des Proletariats, von Demoralisierung bis zum Selbstmord“ wäre.
Dieser einseitige Internationalismus ließ sie die Probleme innerhalb Russlands, wie die soziale Misslage oder den aufgekommenen Bürgerkrieg, vergessen; ihre Antwort war die „sofortige Einführung“ sozialistischer Produktion.

### Zur Zeit des Kriegskommunismus
Nach der Unterzeichnung des Friedensvertrages 1918 brach in Russland der Bürgerkrieg aus. Die Periode von 1918 bis 1921 ist als die des Kriegskommunismus bekannt geworden.
Obwohl die Rote Armee siegreich aus diesem Bürgerkrieg hervorging, hatte dieser Sieg einen schrecklichen Preis.
In dieser Zeit (1920) schrieb Bucharin sein Buch Die Ökonomik der Transformationsperiode. Darin rechnete er mit der Theorie über die Natur des Zusammenbruchs des Kapitalismus ab. Er forderte hier wiederum vor allem die Zweite Internationale heraus, welche dachte, dass der Übergang zum Sozialismus ein schmerzloser, sanfter und schrittweiser Weg über das Parlament sei.
Er argumentierte, dass Revolutionen eine unvermeidliche Notwendigkeit seien, da Prozesse hin zu einer höheren Lebens- und Produktionsweise durch kapitalistische Krisen regelmäßig unterbrochen würden. Langfristig könne der Fortschritt nur siegen, wenn der Kapitalismus zerschlagen werde.
Die Zerschlagung des Kapitalismus, so Bucharin, verursache jedoch große (ökonomische) Kosten. Er erklärte hoffnungsvoll, dass die kapitalistischen Kategorien, wie Markt, Preis und Ware, im Kommunismus verschwinden und folgende Phasen der Revolution eintreten würden:
1. Die ideologische Revolution
Die wirtschaftlichen Bedingungen zerstören die Ideologie des Bürgerfriedens. Die Arbeiterklasse wird ihrer selbst als Klasse bewusst und strebt zur Macht.
2. Die politische Revolution
Die ideologische Revolution schlägt um in Aktion, in „Bürgerkrieg“ und den Kampf um die politische Macht. Der politische Apparat der Bourgeoisie wird zerstört. Er wird durch ein neues System, die Diktatur des Proletariats ersetzt.
3. Die ökonomische Revolution
Die Diktatur des Proletariats, welches die konzentrierte Macht der Arbeiterklasse darstellt, handelt als großer Hebel zum wirtschaftlichen Fortschritt. Die kapitalistische Produktionsweise wird zerschlagen, ein neues Modell an Produktionsverhältnissen wird geschaffen. Die Basis für die sozialistische Gesellschaft ist gelegt.
4. Die technische Revolution
Das Wachstum der Produktivkräfte tritt ein.

Das Buch wird heute noch von einigen als Triumph des revolutionären Denkens angesehen. Eine Schwäche des Buches war aber die Beschreibung der aktuellen Situation Russlands. Obwohl die Russische Arbeiterpartei die Staatsmacht übernommen hatte, war sie auf Grund der Armut des Agrarlandes, der internationalen Isolation, des Bürgerkriegs und eines Mangels an ökonomischer und technischer Führung nicht in der Lage, eine sozialistische Wirtschaft aufzubauen.
Bucharin erklärte während des Bürgerkriegs am dritten Komintern-Kongress 1921:
„Wenn die Diktatur des Proletariats erreicht ist – und wenn die Partei wirklich eine kommunistische ist, also das Interesse der Arbeiterklasse ausdrückt, dann ist die Diktatur der Partei gleich mit der Diktatur der Klasse selbst, auch dann, wenn die Partei selbst deklassiert ist und die diktatorische Kommunistische Partei ihre Macht fortsetzt.“ (Zitiert nach The Tragedy of Bukharin [eigene Übersetzung aus dem Englischen].)

## „Rechter Abweichler“
Nach dem Rückzug Lenins aus der Politik bildete Bucharin 1923 zunächst gemeinsam mit Stalin einen Block gegen die „linken“ Trotzkisten. Er unterstützte die Neue Ökonomische Politik und wandte sich strikt gegen Trotzki. Bucharin dachte, dass mit der NÖP die Kraft für eine sozialistische Wirtschaft und den Aufbau einer Industrie wachsen würde. Danach lehnte Stalin die zunehmenden privatkapitalistischen Tendenzen der NÖP ab. Mit Beschluss der Zentralkomitees von 1927 wurde die NÖP abgeschafft und ab 1928 die Kollektivierung der Landwirtschaft eingeleitet. Bucharin sah darin eine Abkehr vom Aufbau des Sozialismus in der UdSSR. Er opponierte gegen Stalin.
Unter dem Druck der Macht Stalins widerrief er 1934 seine bisherige Ideologie. Im Dritten Moskauer Schauprozess wurde er 1938 trotzdem in der Anklage gegen den „Block der Rechten und Trotzkisten“ als „rechter Abweichler“ und Verräter verurteilt und hingerichtet.

### Die Neue Ökonomische Politik (NÖP)
Bucharins erste Reaktion auf die NÖP 1921 war immer noch die eines Kriegskommunisten. Zunächst dachte er, dass die NÖP nötig sei, um den hungernden Bauern Zugeständnisse zu machen. Zwar bezeichnete er in seinem Buch Der Weg zum Sozialismus (1925) die NÖP als Abkehr vom direkten Weg zum Kommunismus. Ein Umweg über eine solche unorthodoxe Politik müsse jedoch gemacht werden, wie er auch am XVI. Kongress der KPdSU formulierte:
„Ich wiederhole, ich bestehe darauf, die Notwendigkeit der Kriegspolitik führte unweigerlich zum Fall der Produktion in der ökonomischen Sphäre, doch jetzt, wo das politische Ziel erreicht ist, wo unsere Macht gefestigt und die Diktatur des Proletariats errichtet ist – die Hegemonie des Proletariats ist ein sicheres Faktum, und jetzt besteht nur mehr die Notwendigkeit, die Produktivität voranzutreiben, um die Diktatur des Proletariats aufzubauen.“
Auf dem 11. Parteitag der KPdSU 1922 stellte Bucharin fest, dass „wir unsere eigene staatssozialistische Produktion“ selbst aufbauen. Hier verneinte er erstmals seinen Internationalismus und folgerte, dass der Aufbau des Sozialismus in einem Land möglich ist. Er ergänzte in Der Weg zum Sozialismus:
„Je mehr wir selbst expandieren … umso größer wird die proletarische Teilung [der Arbeit], und wenn wir weiter wachsen, werden wir am Ende des Tages die kapitalistische Produktion aufschlucken. Dieser Tag wird den finalen Sieg des Kommunismus markieren.“

### Sozialismus in einem Land
Stalin hatte die Theorie des Sozialismus in einem Lande in seinem Text Zu den Fragen des Leninismus entwickelt. Bucharin lieferte mit seinem Engagement für die Neue Ökonomische Politik und seinen Werken Die Ökonomik der Transferperiode und Der Weg zum Sozialismus eine Vorlage für Stalins Theorie. Eine Begründung, warum der Aufbau des Sozialismus möglich war, gab Stalin selbst nicht. Auch die intellektuelle Verteidigung dieser Theorie übernahm Bucharin, er versucht, es wie folgt zu erklären:
„Wegen der Klassenunterschiede innerhalb unseres Landes, wegen unserer technischen Rückständigkeit [werden wir] nicht zugrunde gehen, … den Sozialismus [können wir] selbst auf dieser elenden technischen Basis aufbauen, … dieses Wachstum des Sozialismus [wird] vielleicht viel langsamer vor sich gehen, … wir [werden] in seinem Aufbau vielleicht nur mit Schneckenschritten vorwärts schreiten, aber wir werden ihn vollenden.“
Durch die Isolation der russischen Revolution entwickelten sich starke innerparteiliche Oppositionen gegen den politischen Kurs, vor allem durch die Trotzkisten. Die Antwort Stalins und Bucharins war die erste Säuberung der Partei von 1926.
„Besteht aber eigentlich eine wirkliche Gefahr einer kleinbürgerlichen Umgestaltung unserer Partei? Ja, sie besteht. Warum besteht sie? Weil das Proletariat selbst sich zersplittert und „verkleinbürgerlicht“. Um diesen Prozeß zu liquidieren, [müssen] wir gleichzeitig unsere Partei säubern.“

### Kampf gegen die Parteidemokratie
Auch Bucharin, der als Herausgeber der Prawda auf Seiten der Führung stand, beschrieb das typische Funktionieren der Partei als völlig undemokratisch:
„...die Sekretäre der örtlichen Organisationen werden für gewöhnlich von den Distriktkomitees ernannt; dabei muß man beachten, daß die Distriktkomitees noch nicht einmal nach der Zustimmung der örtlichen Organisationen für die Kandidaten fragen, sondern sich damit begnügen, diesen oder jenen Genossen zu ernennen. Bei der Abstimmung benutzt man gewöhnlich die sicherste Methode. Man fragt die Versammlung ‚Wer ist dagegen?‘ und je nach dem, ob einer mehr oder weniger Angst hat, dagegen zu sprechen, wird dann der vom Distriktkomitee ernannte Kandidat gewählt...“
Doch diese innerparteiliche Diktatur, von Trotzki stark kritisiert, war für Bucharin im Kampf gegen die innerparteilichen Fraktionen notwendig. Bucharin verfasste dazu in der Prawda eine Artikelserie namens Nieder mit der Fraktionsmacherei. Anfangs unterstützte Bucharin Stalin mit diesem Kurs, doch später, als er sich gegen Stalins Kollektivierung wandte, traute er sich – er wusste, wie die Säuberung durchgeführt wurde – nicht mehr offen zu opponieren.

### Bucharinismus nach Bucharin
Seit Gorbatschows Perestrojka galt das bucharinsche Wirtschaftsmodell vielen als historische Alternative. Die Neue Ökonomische Politik von 1922 – eingeführt, um die katastrophalen Folgen des Bürgerkriegs aufzufangen – sollte die ideologische Grundlage liefern, die Wirtschaft in den 1980er Jahren zu liberalisieren. Andererseits hatte Bucharin selbst jede Abweichung von der Parteilinie energisch bekämpft und der Herausbildung des totalitären stalinistischen Systems ideologisch den Boden bereitet.

## Bucharins Methodik
Trotz seines Rufes als „überaus wertvoller und bedeutender Theoretiker“, meinte Lenin in seinem Testament weiter, dass die Anschauungen Bucharins „nur mit sehr großen Bedenken zu den völlig marxistischen gerechnet werden“ können, denn „in ihm steckt etwas Scholastisches“ und er meint weiter: „er hat die Dialektik nie studiert und, glaube ich, nie vollständig begriffen“.
Von der Richtigkeit dieser Aussage zeugt Bucharins philosophisches Werk Theorie des historischen Materialismus. Gemeinverständliches Lehrbuch der Marxistischen Soziologie, wo seine Methode, die stark an einer undialektischen Einseitigkeit leidet, selbstbewusst ausargumentiert wird.
Bucharin schrieb dieses Buch in derselben Zeit, als er auch Die Ökonomik der Transferperiode geschrieben hat – also 1920/1921. 1922 wurde es schließlich publiziert. Es ist eines der meistgelesenen Werke Bucharins, außerdem wurde es in viele Sprachen übersetzt. Es gibt einen Einblick in seine Methode, die als ein konstantes Element in Bucharins Denken und seinem politischen Handeln gilt und in der der Ursprung seines Umschwunges vom linksradikal-voluntaristischen Flügel zum rechtsreformistischen antivoluntaristischen Flügel liegt.
Durch seine Methode musste er sich stets für das Eine oder das Andere entscheiden, anstatt allen Aspekten zweier dialektischen Gegensatzpaare Respekt zu erweisen und ihren gegenseitigen Kampf und Einfluss anzuerkennen. An folgenden Punkten wird dieser mechanistische Ansatz gut sichtbar:

### Der historische Materialismus als Soziologie
Anders als bei Marx, Lenin oder anderen (später vor allem westlichen) Marxisten, war für Bucharin der historische Materialismus nicht die Analyse der Veränderungen in einer Gesellschaft, welche durch objektive und subjektive Bedingungen bestimmt sind, sondern eine Wissenschaft, die wie jede andere auch auf bestimmbaren Gesetzen beruht. Damit wird der historische Materialismus für ihn zu einer Gesellschaftswissenschaft. Die verschiedenen gesellschaftlichen Prozesse werden bei ihm auseinandergenommen und in anderen Wissenschaften untersucht. Nach dem neuerlichen Zusammensetzen derselben kann dann das historisch-materialistische Geschichtsbild mechanisch bestimmt werden. Dazu Bucharin, in der Theorie des historischen Materialismus:
„Unter den Gesellschaftswissenschaften gibt es zwei wichtige Wissenschaften, die nicht ein Einzelgebiet des gesellschaftlichen Lebens, sondern das ganze Leben der Gesellschaft in all seiner Kompliziertheit betrachten; … Solche Wissenschaften sind die Geschichte einerseits und die Soziologie andrerseits. … Die Geschichte verfolgt und beschreibt, wie der Strom des gesellschaftlichen Lebens zu der und der Zeit an dem und dem Orte verlief. … Die Soziologie dagegen wirft allgemeine Fragen auf. … Daraus wird ersichtlich, in welchem Verhältnis Geschichte und Soziologie zueinander stehen. Da die Soziologie die allgemeinen Gesetze der menschlichen Entwicklung auffindet, so dient sie als Methode für die Geschichte.“
Da die Wissenschaft in einer Klassengesellschaft in zwei Klassen zerfalle, definiert er demnach den historischen Materialismus als die „Soziologie der Arbeiterklasse“.
Menschen machen nicht mehr „ihre eigene Geschichte … unter unmittelbar vorgefundenen, gegebenen und überlieferten Umständen“, wie Marx es in Der achtzehnte Brumaire des Louis Bonaparte beschrieb. Vielmehr sind bei Bucharin die Menschen – ungeachtet deren Zielen – Wesen, die von dem „gesellschaftlichen Resultat“, welches „ein unbewußtes elementares Etwas“ ist, bestimmt werden.
Mit seiner vermeintlichen Unterbetonung der Menschen als Subjekt, als Handelnde in der Gesellschaft, bezieht er sich auf einen Standpunkt von Feuerbach und dies veranlasst ihn auch, den Menschen als „lebendige Maschinen“ zu betrachten, die ungeachtet irgendwelcher Ziele in den ökonomischen Verhältnissen determiniert sind.

### Kausalitätsprinzip gegen Teleologie
Natürlich bestritt Bucharin nicht, dass sich Menschen Ziele setzen können. Doch ein Ziel setzt jemanden voraus, der sich dieses Ziel setzt. Das können Menschen zwar tun, aber ungeachtet dieses persönlich gesetzten Zieles gibt es kein messbares Gesetz, das erweist, dass dieses Ziel realisiert wird und sich so auf die Gesellschaft auswirkt. Auf der Ebene der Gesellschaft kann es so etwas wie einen vorgegebenen Plan oder ein Ziel schon gar nicht geben, da es kein übergesellschaftliches Wesen, wie einen Gott, gibt, nach dessen Zielen die Gesellschaft handelt. So lehnt er die Auswirkungen von Zielen grundsätzlich ab:
„Vor allem müssen wir uns gegen den Begriff des Zieles wenden, das von niemandem gesetzt wird. Das ist genau dasselbe, als würde man von Gedanken ohne denkende Wesen … reden. In Wirklichkeit ist die Sache so, dass, wenn Menschen von einem ‚innewohnenden’ Ziele reden, sie stillschweigend auch das Vorhandensein einer gewissen subtilen und unfassbaren ‚inneren Kraft’ voraussetzen, die sich dieses Ziel steckt. Diese geheimnisvolle Kraft hat äußerlich wenig zu tun mit jenem Gott, den man sich grob als bärtigen Greis ausmalt, aber eigentlich ist hier unsichtbar ebenfalls ein Gott im Spiele. … Die Teleologie … führt hier schnurstracks zur Theologie. … “
Die Gesetzmäßigkeiten der Erscheinungen der Gesellschaft stellen sich also nicht auch als ziel- oder zweckbestimmter Ordnung der Ereignisse dar, sondern lediglich als ursächliche Gesetzmäßigkeiten. Jede Sache oder jedes Ereignis hat eine Ursache. Diese strikte Ablehnung der Teleologie macht beispielsweise jegliche Organisation von Individuen der Gesellschaft, welche bestimmte Ziele verfolgt, wie zum Beispiel politische Parteien, irrelevant.
Zudem argumentiert Bucharin, dass die Handlungen der Individuen direkt von einer ökonomischen Basis bestimmt werden.

### Determinismus gegen Indeterminismus
Der Determinismus hatte die größten Auswirkungen auf die Entstellung des Marxismus der Theoretiker im stalinistischen Russland. Bucharin war gemeinsam mit Bogdanow der Begründer der äußerst heterogen auftretenden russischen philosophischen Gruppe der „Mechanisten“, welche meinten, dass die Phänomene der Welt im Prinzip vollständig auf physikalische Phänomene „reduziert“, oder zumindest auf diese zurückgeführt werden können:
„Die Veränderungen im Organismus, die physiologische Ursache hat einen bestimmten Wunsch erzeugt.“
Die Begründung lag in der Gesetzmäßigkeit der gesellschaftlichen Erscheinungen:
„Wenn die gesellschaftlichen Erscheinungen gesetzmäßig sind und wenn sie das Resultat von menschlichen Handlungen sind, so müssen also auch die Handlungen jeder Einzelperson von irgendetwas abhängig sein. Man kommt also dazu, dass der Mensch und sein Wille nicht frei sind, sondern gebunden, ebenfalls Gesetzen unterworfen sind.“
Der einzig richtige Standpunkt ist für Bucharin der Determinismus, wobei er diesen vom Fatalismus Kautsky’scher Prägung unterscheidet. Denn „der Fatalismus ist der Glaube an das blinde, unvermeidliche Los, das ‚Schicksal’, das über allem lastet, dem alles unterworfen sei.“ Anstatt des blinden, unvermeidlichen Schicksals setzt er die blinde, unvermeidliche historische Notwendigkeit.
Sein Verständnis des Marxismus verneint den Willen des Menschen nicht grundsätzlich, der Wille des Menschen ist aber direkt und unmittelbar von seinem ökonomischen Sein bestimmt. Der Marxismus erklärt den Willen des Menschen und er kann ihn erklären, weil er unvermeidlich aus einer historischen Notwendigkeit erwächst:
„Wenn die Marxisten die kommunistische Partei organisieren und in den Kampf führen, so ist dies ebenfalls ein Ausdruck der historischen Notwendigkeit, die sich eben durch den Willen und die Handlungen der Menschen ausdrückt.“
Seine einseitige Antwort auf die Frage nach entweder ‚Kausalität oder Teleologie’ oder ‚Determinismus oder Indeterminismus’ – „Wir müssen also entscheiden welcher Standpunkt der richtige ist.“ – führt zu einem völlig mechanischen Marxismus in der marxistische Dialektik keinen Platz hat. In ähnlicher mechanischer Weise beschreibt er seine Interpretation der Dialektik.

### Gleichgewicht gegen dialektischer Kampf
Nach der Oktoberrevolution und dem kapitalistisch-wirtschaftlichen Kollaps in Russland stellte sich Bucharin die Frage, wie es die Gesellschaft schafft, trotz des Kollaps zu überleben, und was die Basis für ein stabiles Sozialsystem sei.
Von Marx beeinflusst, argumentiert Bucharin, dass Veränderungen durch interne Widersprüche beziehungsweise ihren Kampf zustande kommen. Doch während Marx in seinem dialektischen Materialismus die Veränderung betont, betont Bucharin die Stabilität – das Gleichgewicht der Widersprüche. Er entwickelt seine Theorie durch seine Beobachtungen in der Naturwissenschaft.
Tiere sind an ein bestimmtes Milieu angepasst. Der Fisch ans Wasser. Der Maulwurf an die Erde. Würden die Tiere in ein anderes Milieu geworfen, würden sie sofort zugrunde gehen. Ähnlich ist es auch bei den Bewegungen der Himmelskörper. Die Erde kreist um die Sonne und fällt nicht auf sie drauf.
„Eine ähnliche Erscheinung nehmen wir schließlich auch in der Gesellschaft wahr. Ob recht oder schlecht, die Gesellschaft existiert in der Natur: mehr oder weniger ist sie an sie ‚angepaßt’, befindet sich so oder so im Gleichgewicht mit der Natur. Auch die verschiedenen Teile der Gesellschaft sind immerhin, soweit die Gesellschaft lebt, so aneinander angepasst, daß ihre gleichzeitige Existenz möglich ist: wie viel Jahre bestand doch der Kapitalismus mit den Kapitalisten und den Arbeitern! Aus allen diesen Beispielen, wird ersichtlich, daß es sich eigentlich um eines und dasselbe, nämlich um das Gleichgewicht handelt.“
Dieses Gleichgewicht ist nicht absolut unveränderlich – er beschreibt es als Gleichgewicht in Bewegung. Die dialektische Triade von These, Antithese und Synthese wird bei Bucharin verformt, so dass das ursprüngliche Gleichgewicht, die These, von einer außerhalb ihr liegenden Antithese verneint wird und so zu einer höheren Ebene (ein neues Gleichgewicht), der Synthese gelangt. Veränderung fließen nicht mehr, wie bei Heraklit, Hegel oder Marx, sie hüpfen von einer stabilen Ebene zur nächsten.
Diese Anschauung deckt sich mit seiner Anschauung als Kriegskommunist, wo er meinte, dass das kapitalistische Gleichgewicht im Westen nur durch einen revolutionären Krieg von außerhalb aus der Bahn geworfen werden konnte.
Während für Lenin beispielsweise aufgrund seiner marxistisch-dialektischen Sichtweise die Möglichkeit bestand, dass die Diktatur des Proletariats und der Staatskapitalismus nebeneinander existieren konnten, existierte für Bucharin ein klarer Bruch zwischen dem einen Gleichgewichtssystem (Diktatur des Proletariats) und dem anderen (Staatskapitalismus).
Während des Kriegskommunismus setzt Bucharin alles daran, dass die gesellschaftliche Notwendigkeit in der nächsten Ebene vollzogen wird und er sich in völlig voluntaristischer Weise in den Kampf stürzte, dass sich die Vorbestimmung erfüllte. Doch als für ihn die nächste Stufe – durch die Einführung der Neuen Ökonomischen Politik – erreicht worden war, setzte er alles daran, dass dieses neue Gleichgewicht nicht gestört wird. Er wurde so zu einem wichtigen Vertreter der Neuen Ökonomischen Politik.

## Werke (Auswahl)

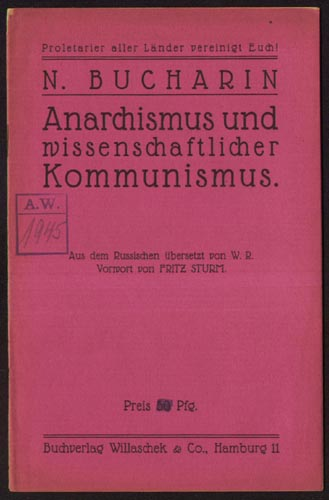
Anarchismus und wissenschaftlicher Kommunismus, 1919

- Das Elend der subjektiven Wertlehre: die politische Ökonomie des Rentners.(1913/14) Verlag Neue Kritik, Frankfurt am Main 1972, ISBN 3-8015-0106-X.
- Imperialismus und Weltwirtschaft. (1914/15) Verlag Neue Kritik, Frankfurt am Main 1969.
- Das Programm der Kommunisten (Bolschewiki). (1918)
- Anarchismus und wissenschaftlicher Kommunismus. (1918)
- Das ABC des Kommunismus. (gemeinsam mit Jewgeni Alexejewitsch Preobraschenski) (1919) Manesse-Verlag, Zürich 1985, ISBN 3-7175-8044-2 (Manesse Bibliothek der Weltgeschichte).
- Die Ökonomik der Transformationsperiode. (1920) Dietz-Verlag, Berlin 1990, ISBN 3-320-01567-2.
- Theorie des historischen Materialismus. Gemeinverständliches Lehrbuch der marxistischen Soziologie. (1922) Neuer ISP-Verlag, Köln 2001, ISBN 3-929008-69-6.
- Der Weg zum Sozialismus (1925) Neuer ISP-Verlag, Köln 1997, ISBN 3-929008-98-X.
- Der Imperialismus und die Akkumulation der Kapitals. (1925) Caro-Druck, Heidelberg 1970.
- Bucharin, Lenin, Trotzki, Stalin, Sinowjew, Preobrascheskij u. a. In: Die Linke Opposition in der Sowjetunion 1923–1928. herausgegeben und eingeleitet von Ulf Wolter, 5 Bände, Verlag Olle & Wolter, Berlin 1975–1978, ISBN 3-921241-08-1.